# Bamba Kartiahouan
Bamba Kartiahouan  est un homme politique de Côte d'Ivoire.
Il est député de la ville de Boundiali, dans la région des Sénoufos, au nord de la Côte d'Ivoire. Il a été élu au titre du PDCI-RDA.